# Schiaparelli (Marskrater)
Schiaparelli ist ein über 450 km großer Krater am Äquator des Planeten Mars. Er ist einer von dessen größten Einschlagkratern und liegt beim Sabarus Sinus zwischen zwei Landschaften, welche im 19. Jahrhundert die Namen Arabia Terra und Noachis Terra erhielten.
Der Krater wurde um 1970 von US-Marssonden kartografiert und nach dem Marsforscher Giovanni Schiaparelli (1835–1910) benannt, dem Entdecker der vermeintlichen Marskanäle.
Der Schiaparelli-Krater spielt eine Rolle in Andy Weirs Roman Der Marsianer und in der Verfilmung Der Marsianer – Rettet Mark Watney aus dem Jahr 2015.